# Liste der Inquisitoren von Malta
Die Liste der Inquisitoren von Malta enthält alle Inquisitoren, die für die Inquisition auf den maltesischen Inseln zuständig waren.

## Pro-Inquisitoren 1433–1561
Die folgenden Pro-Inquisitoren waren nicht direkt für Tribunale der Inquisition in Malta verantwortlich. Matteo da Malta und Dominic Barthalu waren nur zeitweilig abgeordnet. Die übrigen Dominikaner, abgesehen von Barthalu, waren Inquisitoren für Sizilien und haben Malta nie besucht. Während der ersten vier Jahrzehnte des 16. Jahrhunderts waren die Pro-Inquisitoren nichtresidierende Bischöfe von Malta. Nur Domenico Cubelles hatte als Ortsbischof zugleich die Befugnisse eines Inquisitors inne.
- Matteo da Malta (1433)
- Salvo Cassetta OP (1472–1476)
- Filippo de Barberiis OP (1475–1481)
- Onofrio Cassetta OP (1481–1486)
- Giacomo Reda OP (1486–1503)
- Dominic Barthalu OP (als Delegat für Giacomo Reda, 1486)
- Giacomo Manso (als Delegat für Giacomo Reda, 1489–1497)
- Brandinello de Saulis (1506)
- Bernardino von Bologna (1509–1512)
- Giovanni Pajades (1513)
- Giovanni de Sepulveda (1514–1515)
- Bernardo Catagnano (1516)
- Raffaele Riario (1516–1519), Kardinal
- Andrea Della Valle (1519–1520), Kardinal
- Bonifacio Catagnano (1520–1523)
- Girolamo Ghinucci (1523–1531), Kardinal
- Tommaso Bosio (1538–1539), zugleich Bischof von Malta
- Domenico Cubelles (1540–1561), zugleich Bischof von Malta

## Inquisitoren und Apostolische Delegaten 1561–1798
Ab dem Ende des 16. Jahrhunderts hatte der Inquisitor in Malta zugleich die Stellung eines Apostolischen Delegaten bzw. eines Apostolischen Nuntius inne. In dieser Zeit verlor das Amt mehr und mehr seine ursprüngliche Bedeutung und wurde zum Ausgangspunkt einer kurialen Karriere, in vielen Fällen für eine Kardinalslaufbahn – 25 der hier Genannten wurden später Kardinäle –, die für die Päpste Alexander VII. und Innozenz XII. sogar bis zum Stuhl Petri führte.
- Domenico Cubelles (1561–1566)
- Martín Rojas de Portalrubio (1573–1574), zugleich Bischof von Malta
- Pietro Dusina (1574–1575)
- Pier Santo Humano (1575–1577)
- Rinaldo Corso (1577–1579)
- Domenico Petrucci (1579–1580)
- Federico Cefalotto (1580–1583)
- Pier Francesco Costa (1583–1584)
- Ascanio Libertano (1585–1587)
- Giovanni Battista Petralata (1587)
- Paolo Bellardito (1587–1591)
- Angelo Gemmario (1591)
- Paolo Bellardito (1591–1592)
- Giovanni Ludovico Dell’Armi (1592–1595)
- Innocenzo Del Bufalo de’ Cancellieri (1595–1598), Kardinal
- Antonio Ortensio (1598–1600)
- Fabrizio Verallo, Kardinal (1600–1605)
- Ettore Diotallevi (1605–1607)
- Leonetto Della Corbara (1607–1608)
- Evangelista Carbonese (1608–1614)
- Fabio Della Lagonessa (1614–1619)
- Antonio Tornielli (1619–1621)
- Paolo Torello (1621–1623)
- Carlo Bovio (1623–1624)
- Onorato Visconti (1624–1627)
- Nicolo Herrera (1627–1630)
- Ludovico Serristori (1630–1631)
- Martino Alfieri (1631–1634)
- Fabio Chigi (1634–1639), später Papst Alexander VII.
- Giovanni Battista Gori Pannilini (1639–1646)
- Antonio Pignatelli (1646–1649), später Papst Innozenz XII.
- Carlo Cavalletti (1649–1652)
- Federico Borromeo (1653–1654), Kardinal
- Giulio Degli Oddi (1655–1658)
- Girolamo Casanate (1658–1663), Kardinal
- Galeazzo Marescotti (1663–1666), Kardinal
- Angelo Maria Ranuzzi (1667–1668), Kardinal
- Carlo Bichi (1668–1670), Kardinal
- Giovanni Tempi (1670–1672)
- Rannuzio Pallavicino (1672–1676), Kardinal
- Ercole Visconti (1677–1678)
- Giacomo Cantelmo (1678–1683), Kardinal
- Innico Caracciolo (1683–1686), Kardinal
- Tommaso Vidoni (1686–1690)
- Francesco Acquaviva d’Aragona (1691–1694), Kardinal
- Tommaso Ruffo (1694–1698), Kardinal
- Giacomo Filiberto Ferrero di Messerano (1698–1703)
- Giorgio Spinola (1703–1706), Kardinal
- Giacomo Caracciolo (1706–1710)
- Raniero d’Elci (1711–1715), Kardinal
- Lazzaro Pallavicino (1718–1720)
- Antonio Ruffo (1720–1728), Kardinal
- Fabrizio Serbelloni (1728–1730), Kardinal
- Giovanni Francesco Stoppani (1731–1735), Kardinal
- Carlo Francesco Durini (1735–1739), Kardinal
- Ludovico Gualtiero Gualtieri (1739–1743), Kardinal
- Paolo Passionei (1743–1754)
- Gregorio Salviati (1754–1759), Kardinal
- Angelo Maria Durini (1760–1766), Kardinal
- Giovanni Ottavio Manciforte Sperelli (1767–1771), Kardinal
- Antonio Lante Montefeltro della Rovere (1771–1777), Kardinal
- Antonio Felice Zondadari (1777–1785), Kardinal
- Alessio Falconieri (1785)
- Giovanni Filippo Gallarati Scotti (1785–1793), Kardinal
- Giulio Carpegna (1793–1798)